# Yari
Yari (槍) var et japansk våben, der kan sammenlignes med et spyd. 
I kamp var det ofte de lavest rangerede, både i samfundet og i hæren, der bar en yari: de såkaldte Ashigaru (fodtropper). Ashigaru var rygraden i den japanske hær, og var "linje-infanteri", der skulle sørge for at holde linjen i forsvar og i offensiv udmatte fjenden inden det seriøse angreb gik ind. Ashigaru var for det meste fattige bønder, yarien var derfor også det mest almindelige våben på slagmarken, fordi hærens og samfundets elite, samuraierne, ofte foretrak at kæmpe med en katana. Nogle samuraier benyttede dog også en anden form for yari, en kortere type med større henblik på offensiv brug. 
Kampstilen at benytte en yari bliver kaldt Soujutsu. Yarier varierede i form og længde, hvor den længste kunne være seks meter og den korteste en meter. Yarien blev muligvis opfundet i Kina, og blev nævnt i japanske kilder i 1334, men blev først et populært våben 1400-tallet. I Japans fredelige Edo-periode (1603-1868) blev yarien upopulær (især på grund af den japanske hærs professionalisering, der gjorde dårligt trænede spydbærerer unødvendigt), og i takt med at krudtet blev mere og mere anvendeligt mistede yarien sin værdi, og genvandt den aldrig siden.
- Kikuchi yari
- Sasaho yari.
- Sansaku yari.
- Ryo shinogi fukuro yari.